# Mittenwalde (Uckermark)
Mittenwalde település Németországban, azon belül Brandenburgban. Lakosainak száma 380 fő (2023. december 31.).

## Népesség
A település népességének változása:
| Lakosok száma | 406  | 358  | 355  | 374  | 368  | 380  |
|               | 2012 | 2017 | 2019 | 2021 | 2022 | 2023 |